# Cayetano Ré
Cayetano Ré Ramírez (Asunción, Paraguay; 7 de febrero de 1938-Elche, España; 26 de noviembre de 2013) fue un futbolista y entrenador de fútbol paraguayo nacionalizado español. Jugaba de delantero y desarrolló la mayor parte de su carrera en España. Como entrenador dirigió, entre otros equipos, a la selección de su país en la Copa Mundial de 1986 en donde se convirtió en el primer técnico en ser expulsado del campo de juego por exceso de protestas al árbitro.

## Trayectoria

### Como jugador
Debutó profesionalmente en 1958 con el Cerro Porteño. Posteriormente se desempeñó durante once temporadas en tres equipos de la primera división de la liga española, era un delantero de baja estatura pero escurridizo y rápido.
Llegó al Elche CF en 1959 procedente del Cerro Porteño con la categoría de figura destacada, ya que era internacional por la selección paraguaya y había disputado la Copa Mundial de Fútbol 1958. 
En las filas ilicitanas demostró su valía y en abril de 1962 fichó por el FC Barcelona, equipo con el que jugó 167 partidos y marcó 94 goles, consiguiendo el título de campeón de Copa 1962-63. Ré gozaba de una gran capacidad goleadora que demostró con creces en los años que lució la camiseta azulgrana, hasta el punto que fue el Pichichi de la liga española 1964-65, con 26 goles en 30 partidos, cinco goles más que el segundo máximo realizador, el delantero brasileño del Valencia C. F. Waldo.
En febrero de 1966, fue traspasado al RCD Español donde también triunfó plenamente hasta 1971. Su última temporada como futbolista fue la 1971-1972, en las filas del Terrassa.

## Selección nacional

### Participaciones en Copas del Mundo
| Mundial                        | Sede   | Resultado    | Partidos | Goles |
| ------------------------------ | ------ | ------------ | -------- | ----- |
| Copa Mundial de Fútbol de 1958 | Suecia | Primera fase | 3        | 1     |

### Goles en la selección
| Resultados | Resultados | Resultados | Resultados | Lugar        | Estadio               | Fecha               | Tipo                | Gol(es) |
| ---------- | ---------- | ---------- | ---------- | ------------ | --------------------- | ------------------- | ------------------- | ------- |
| Paraguay   | 3          | 2          | Escocia    | Norrköping   | Estadio Iddrotsparken | 11 de junio de 1958 | Copa del Mundo 1958 | 1 gol   |
| Paraguay   | 5          | 0          | Bolivia    | Buenos Aires | Estadio Monumental    | 15 de marzo de 1959 | Copa América 1959 I | 3 goles |

Para un total de 4 goles

## Clubes

### Como jugador
| Club          | País     | Año       |
| ------------- | -------- | --------- |
| Cerro Porteño | Paraguay | 1956-1958 |
| Elche CF      | España   | 1959-1962 |
| FC Barcelona  | España   | 1962-1966 |
| RCD Español   | España   | 1966-1971 |
| Terrassa FC   | España   | 1971-1972 |
| CF Badalona   | España   | 1973      |

### Como entrenador
| Club (*)              | País     | Año       |
| --------------------- | -------- | --------- |
| Eldense               | España   | 1973-1974 |
| Almería               | España   | 1974-1975 |
| Eldense               | España   | 1975-1978 |
| Ontinyent             | España   | 1978-1980 |
| Córdoba               | España   | 1980-1982 |
| Elche                 | España   | 1983-1984 |
| Guaraní               | Paraguay | 1984      |
| Cerro Porteño         | Paraguay | 1985      |
| Selección de Paraguay | Paraguay | 1985-1987 |
| Club Necaxa           | México   | 1987-1988 |
| Real Betis            | España   | 1988-1989 |
| Deportes Temuco       | Chile    | 1992      |
| Deportivo Sipesa      | Perú     | 1994      |
| Guaraní               | Paraguay | 1996      |
| AD Ceuta              | España   | 1998-1999 |
| Guaraní               | Paraguay | 2000      |
| Cerro Porteño         | Paraguay | 2000      |

(*) incluyendo la selección.

### Copas del Mundo como entrenador
| Mundial                        | Sede   | Resultado        |
| ------------------------------ | ------ | ---------------- |
| Copa Mundial de Fútbol de 1986 | México | Octavos de final |

## Palmarés

### Como jugador
| Título                                     | Club            | País     | Año     |
| ------------------------------------------ | --------------- | -------- | ------- |
| Copa de Ferias                             | F. C. Barcelona | España   | 1966    |
| Copa del Rey                               | F. C. Barcelona | España   | 1963    |
| Copa Oficina Comercial de Brasil           | Cerro Porteño   | Paraguay | 1956    |
| Copa Cuadrangular Internacional de Bolivia | Cerro Porteño   | Paraguay | 1957    |
| Segunda División de España                 | Elche C. F.     | España   | 1958-59 |

### Distinciones individuales
| Distinción                                                              | Año                        |
| ----------------------------------------------------------------------- | -------------------------- |
| Máximo goleador del R.C.D. Español por 3 temporadas consecutivas        | 1968-69, 1969-70 y 1970-71 |
| Trofeo Pichichi - Máximo goleador de La Liga Primera División de España | 1965                       |